# Dimitrov (Artashat)
Dimitrov es una localidad del raión de Artashat, en la provincia de Ararat, Armenia. Según el censo de 2011, tiene una población de 1668 habitantes.
Está ubicada al norte de la provincia, cerca del río Aras —el principal afluente del río Kurá— y a poca distancia al sur de Ereván, y al este de la frontera con Turquía.